# Senat dels Països Baixos
El Senat dels Països Baixos (en neerlandès Senaat, pronunciat [səˈnaːt]), oficialment Eerste Kamer der Staten-Generaal (sovint escurçat a Eerste Kamer, pronunciat [ˈeːrstə ˈkaːmər] ( escolteu-ho), literalment "Primera Cambra dels Estats Generals") és la cambra alta dels Estats Generals dels Països Baixos. La cambra té 75 membres, que són elegits cada quatre anys pels membres dels Estats Provincials i, des del 2019, també pels membres dels col·legis electorals del Senat del Carib neerlandès.
A diferència de la Cambra de Representants (la cambra baixa dels Estats Generals), el Senat té menys drets i poders. Els membres del Senat es solen reunir tan sols un cop a la setmana (els dimarts) per a revisar i tornar a votar si s'escau els projectes de llei aprovats per la Cambra de Representants. El Senat no pot legislar per si mateix i la seva funció se centra en els aspectes tècnics de les lleis i el seu encaix amb la resta de la legislació.

## Nom
La traducció literal del nom oficial de la institució en neerlandès és Primera Cambra dels Estats Generals (Eerste Kamer der Staten-Generaal), nom sovint escurçat a Primera Cambra (Eerste Kamer). No obstant això, internacionalment es fa conèixer com a Senat (Senate, en anglès), nom que, a diferència del de la Cambra de Representants, es fa servir també en els mitjans de comunicació locals (Senaat) conjuntament amb el mencionat Eerste Kamer. L'Enciclopèdia Catalana fa servir el nom genèric de cambra alta.

## Història

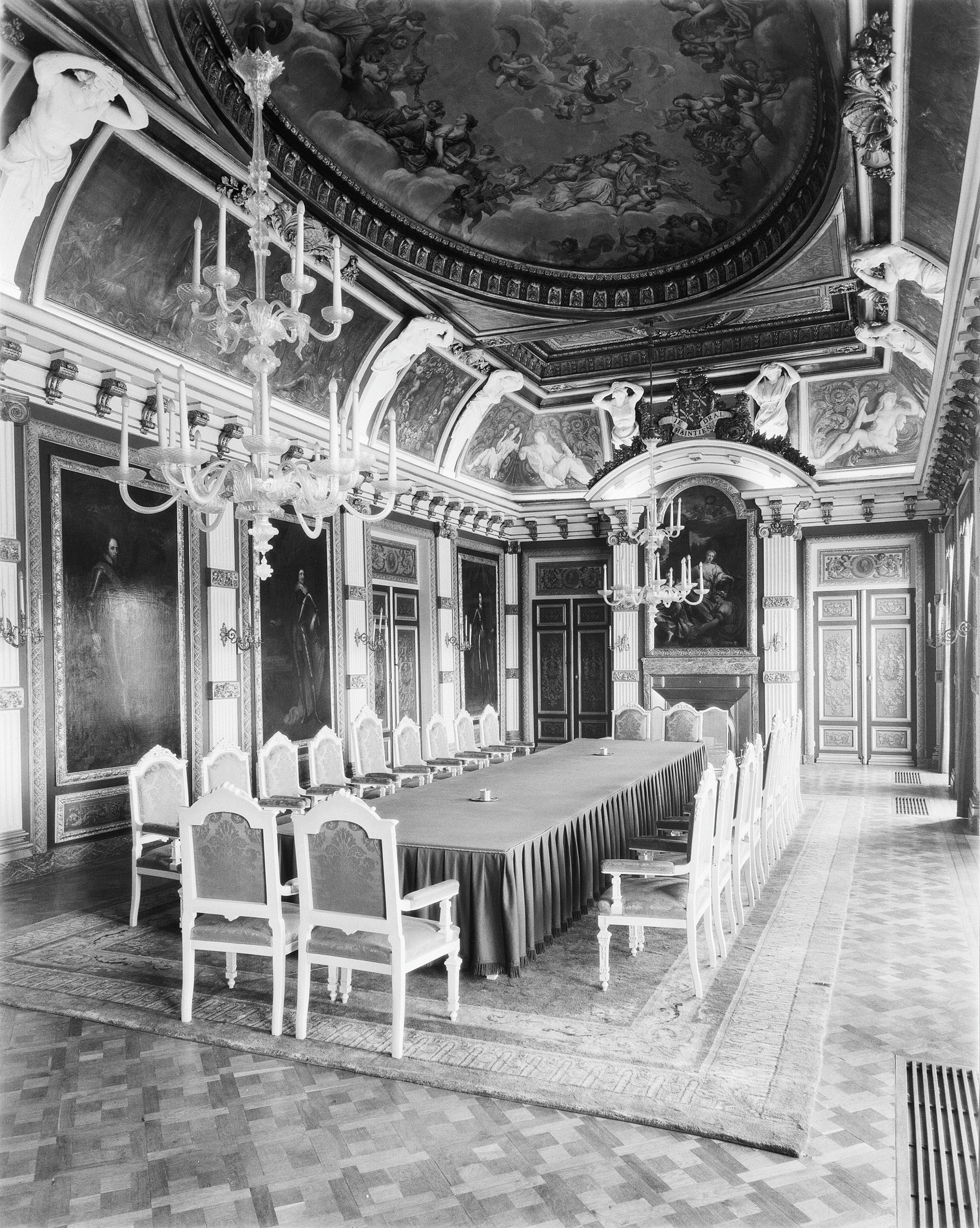
La Sala de la Treva del Binnenhof, on actualment es reuneix el consell de ministres, fou durant els primers anys el lloc on es reunia el Senat.

La primera constitució dels Països Baixos moderns (1814) va restablir uns Estats Generals unicamerals. Quan va quedar clar que els anomenats Països Baixos del sud formarien part del nou Regne Unit dels Països Baixos, es va constituir una comissió amb l'objectiu d'elaborar una nova constitució. Els membres dels Països Baixos del sud d'aquesta comissió pressionaren per a aconseguir un sistema bicameral, ja que volien que la noblesa tingués la seva pròpia cambra. Els membres dels Països Baixos del nord no combregaren amb la proposta, però l'acceptaren amb la condició que ser noble no fos una condició per a formar-ne part. La nova constitució, que entrà en vigor el 24 d'agost de 1815, dividia els Estats Generals en dues cambres i aquesta nova cambra demanada pels Països Baixos del sud, el Senat, tenia entre quaranta i seixanta membres que eren designats pel rei de forma vitalícia, però no tenien dret d'iniciativa. La llista dels primers membres designats fou publicada el 16 de setembre de 1815 i el Senat fou reunit per primera vegada el 21 de setembre de 1815 a Brussel·les, conjuntament amb la Cambra dels Representants. No obstant això, el seu lloc habitual de reunió fou la Sala de la Treva del Binnenhof, a la Haia. Durant els primers anys, el Senat servia com a baluard de la Corona (el rei i els seus ministres). Els seus membres, que eren elegits pel rei d'entre els "més importants del país", eren bàsicament amics propers al rei que sovint vetaven aquelles lleis que no els agradaven. Normalment, aquestes lleis eren proposades per membres de la Cambra dels Representants.
Malgrat la independència de Bèlgica (1830) i la reforma constitucional de 1840, no hi va haver canvis al Senat fins a la reforma constitucional de 1848. La comissió Thorbecke recomanà l'elecció directa del seus membres cada tres anys, però només aquelles persones que pertanyien al "rang fiscal més elevat" en podien formar part. En realitat, Thorbecke era partidari d'eliminar el Senat: creia que era una institució "sense fonament i sense propòsit", però la resta de membres de la comissió no compartien la seva opinió.
Finalment, es decidí que els membres del Senat serien elegits d'entre els centenars de membres dels Estats Provincials que pagaven més impostos. Eren elegits per a nou anys, però renovats cada tres anys. Els membres no tenien dret a presentar esmenes, ni de sol·licitar investigacions, ni dret d'iniciativa, però podien demanar informació als ministres. Les reunions havien de ser públiques, per la qual cosa es va haver de canviar la seva seu, que va passar a ser l'antiga sala de reunions dels Estats d'Holanda. Actualment encara se segueixen celebrant les sessions del Senat en aquesta sala.
La reforma constitucional de 1887 va canviar els criteris d'elegibilitat dels membres del Senat. A partir d'aquest moment, podia ser senador qualsevol ciutadà "que ocupi o hagi ocupat un alt càrrec". El nombre de senadors va augmentar de 39 a 50.
La reforma constitucional de 1917 va permetre a les dones de ser elegides com a membres del Senat, i es suprimiren totes les altres condicions per a ser senador. També es canvià el sistema d'escrutini: d'uninominal majoritari a proporcional plurinominal. El novembre de 1918 es produí una votació per a suprimir el Senat, que no va prosperar. El govern, al seu torn, va presentar una proposta per a reduir el mandat dels senadors a quatre anys i que el Senat es dissolgués al mateix temps que els Estats Provincials, els membres del qual seguirien elegint els senadors. La proposta fou rebutjada al Senat. Finalment, el 1922 s'aprovà una nova proposta del govern que reduí el mandat dels senadors a sis anys i que els membres dels Estats Provincials elegissin la meitat dels senadors cada tres anys.
L'any 1956 s'augmentaren el nombre de senadors de 50 a 75, i el 1983 el seu mandat s'escurçà a quatre anys i els senadors van passar a ser elegits tots al mateix moment. La reforma constitucional de 2017 va introduir un nou canvi: els senadors del Carib neerlandès passaren a ser elegits a través d'un nou òrgan, el Col·legi Electoral per al Senat (Kiescollege voor de Eerste Kamer). Aquest canvi va entrar en funcionament per primer cop a les eleccions del Senat de 2019.

## Funcions del Senat

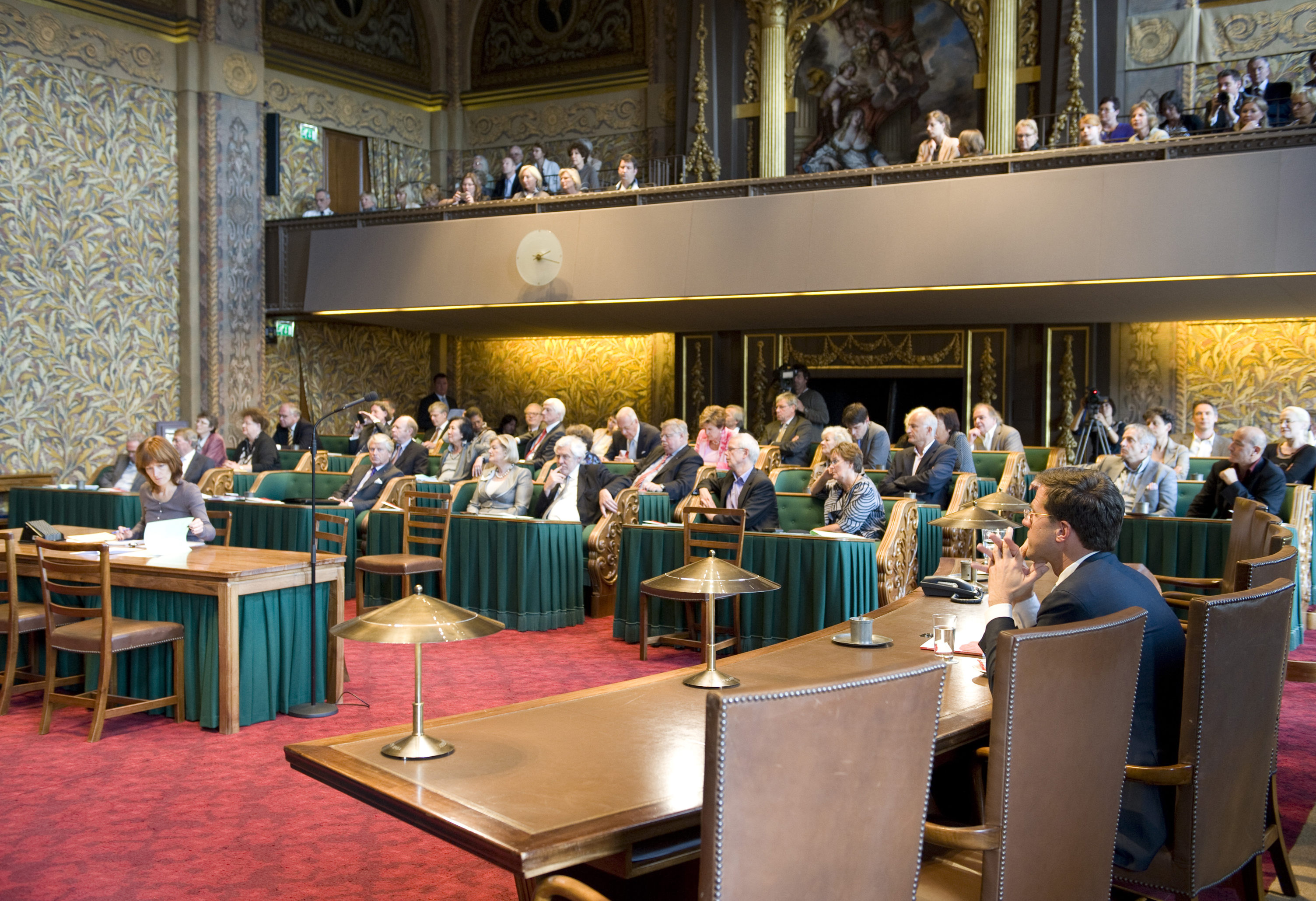
Una sessió del Senat, amb la presència del Primer Ministre Mark Rutte

El Senat, conjuntament amb la Cambra de Representants, és l'encarregada del poder legislatiu: perquè una llei entri en vigor, ha d'ésser aprovada per ambdues cambres. Això inclou el pressupost, ja que es presenta en forma de projecte de llei per part del govern.
A diferència de la Cambra de Representants, el Senat no té dret d'esmena. El Senat no pot canviar aquelles lleis aprovades per la Cambra de Representants, només les pot aprovar o rebutjar. No obstant això, com que els debats amb els ministres es poden interpretar, les promeses dels ministres i secretaris d'estat es poden fer servir en assumptes legals quan diuen alguna cosa sobre l'aplicació de la llei. A la pràctica, però, el Senat pot obligar el ministre a presentar una addició o esmena al projecte de llei a la Cambra de Representants. En aquest cas, el Senat ajorna el vot sobre la llei fins que la Cambra de Representants aprovi el canvi. En definitiva, a la pràctica, el Senat també pot promoure una modificació del projecte de llei, tot i que correspon al govern o a la Cambra de Representants de tirar endavant aquest canvi.
A diferència de la Cambra de Representants, el Senat no pot presentar iniciatives legislatives, però sí que, com la Cambra de Representants, té "dret a la informació", és a dir, els senadors tenen dret a fer preguntes en seu parlamentària (a diferència de la Cambra de Representants, però, només poden ser fetes per escrit), poden sol·licitar el dret d'interpel·lació en debats amb els ministres i poden presentar mocions. El dret a la informació també implica que el Senat pot fer consultes parlamentàries, tot i que no ho ha fet mai. El 2012 el Senat va investigar les polítiques de privatització i independència dels serveis i empreses governamentals.
El Senat també pot aprovar mocions de censura, de confiança o de dol. Hi ha desacord sobre si la derrota en una moció de confiança ha de provocar a la dimissió. Les mocions de confiança rarament es presenten al Senat contra ministres individuals.
Tot i que el Senat té les funcions, de facto, de revisió final de la legislació per valorar la seva solidesa i coherència amb altres lleis, de iure té els mateixos poders que la Cambra de Representants, a excepció del dret d'esmena i el dret d'iniciativa, tot i que com hem vist, pot sol·licitar als ministres que promoguin esmenes o addicions a lleis, sempre a la Cambra de Representants.

## Eleccions

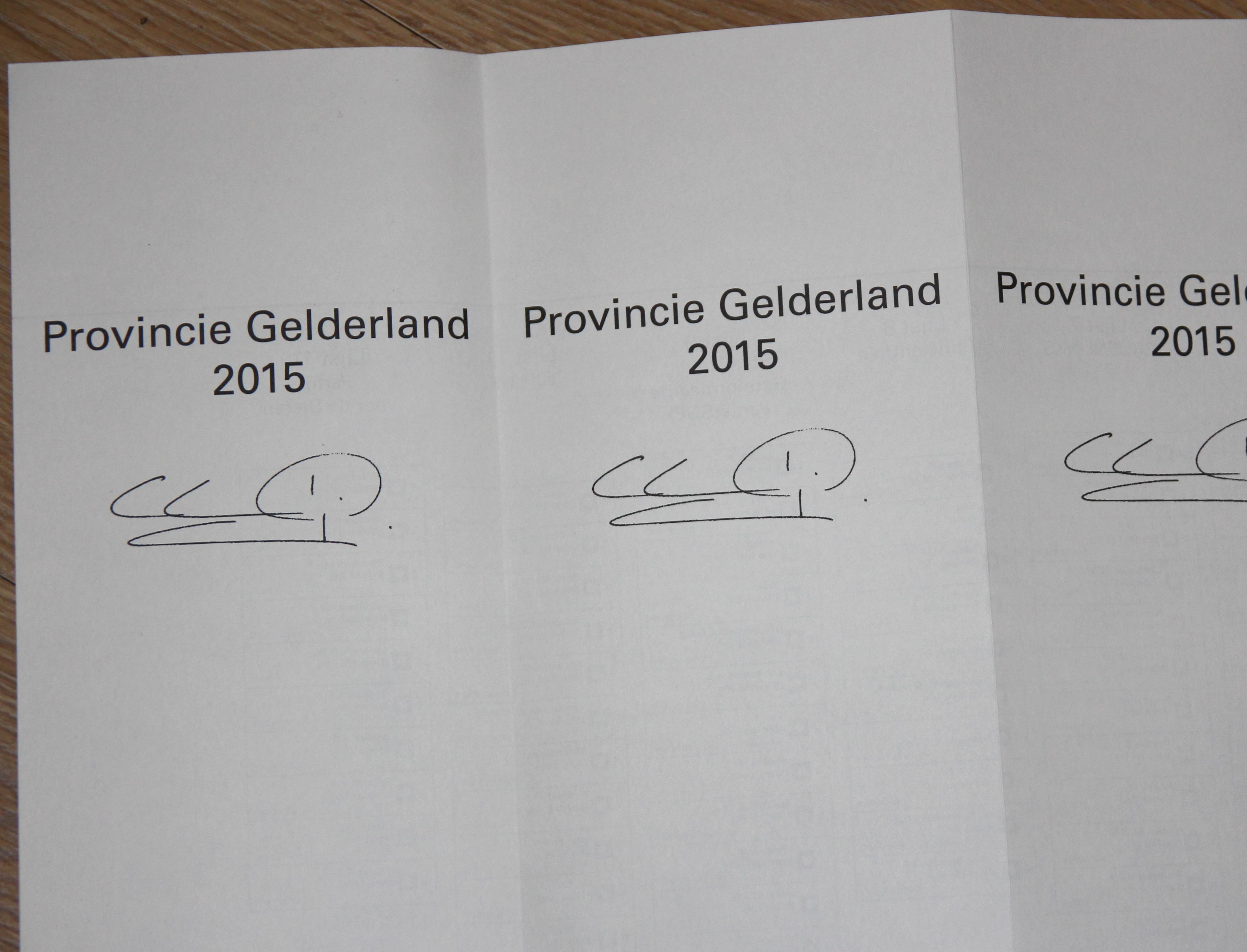
Paper de votació al Senat dels Països Baixos.

A diferència de la Cambra de Representants, el Senat no és elegit directament per la població neerlandesa, sinó per sufragi indirecte, és a dir, pels membres dels Estats Provincials i, des del 2019, també pels membres del Col·legi Electoral per al Senat en el cas del Carib neerlandès.
Des de la reforma constitucional del 1983, el Senat ha estat elegit sempre cada quatre anys. Aquesta elecció té lloc durant dels tres mesos posteriors a les eleccions als Estats Provincials. En principi, les eleccions per a la Cambra de Representants també són cada quatre anys, i en l'actualitat intercalades, de manera que les del Senat es realitzen quan la Cambra de Representants és a mitja legislatura. No obstant, això pot canviar si hi ha eleccions anticipades i s'ha de formar una nova Cambra de Representants.
Tot i que des del 2010, les illes de Bonaire, Sint Eustatius i Saba (illes BES) formaven part dels Països Baixos com a municipis (oficialment, "Cos públic"), els habitants d'aquestes illes amb nacionalitat neerlandesa no eren representats al Senat, degut al sistema d'elecció del Senat que es feia per províncies (i les illes BES no formen part de cap província). Una modificació de la constitució l'any 2017 va permetre que aquests habitants elegissin els seus membres al Senat a través d'un nou òrgan, el Col·legi Electoral per al Senat del Carib neerlandès. Aquest canvi va entrar en vigor per primera vegada a les eleccions del Senat del 2019.
Tots els membres dels Estats Generals o del Col·legi Electoral voten per tal d'establir la composició del Senat. No obstant això, no tots els vots tenen el mateix valor, sinó que aquest és ponderat segons la població de la província. Un cop recol·lectats tots els vots, els senadors són assignats per representació proporcional amb llista de partit en una única circumscripció d'àmbit nacional. Els senadors restants són elegits pel mètode de mitjanes menors.
Els membres candidats no fan cap campanya electoral. Les eleccions per als Estats Provincials poden tenir, però, un component nacional fort, sobretot si el govern no té majoria al Senat.

## Composició
| Partit                                                | 2019 | 2015 | 2011 | 2007 | 2003 | 1999 | 1995 | 1991 |
| ----------------------------------------------------- | ---- | ---- | ---- | ---- | ---- | ---- | ---- | ---- |
| Fòrum per a la Democràcia (FvD)                       | 12   |      |      |      |      |      |      |      |
| Partit Popular per la Llibertat i la Democràcia (VVD) | 12   | 13   | 16   | 14   | 15   | 19   | 23   | 12   |
| Crida Demòcrata Cristiana (CDA)                       | 9    | 12   | 11   | 21   | 23   | 20   | 19   | 27   |
| Demòcrates 66 (D66)                                   | 7    | 10   | 5    | 2    | 3    | 4    | 7    | 12   |
| Partit per la Llibertat (PVV)                         | 5    | 9    | 10   |      |      |      |      |      |
| Partit Socialista (SP)                                | 4    | 9    | 8    | 12   | 4    | 2    | 1    |      |
| Partit del Treball (PvdA)                             | 6    | 8    | 14   | 14   | 19   | 15   | 14   | 16   |
| Esquerra Verda (GL)                                   | 8    | 4    | 5    | 4    | 5    | 8    | 4    | 4    |
| Unió Cristiana (CU)                                   | 4    | 3    | 2    | 4    | 2    | 4    | 2*   | 2*   |
| Partit pels Animals (PvdD)                            | 3    | 2    | 1    | 1    |      |      |      |      |
| Partit Polític Reformat (SGP)                         | 2    | 2    | 1    | 2    | 2    | 2    | 2    | 2    |
| 50PLUS (50+)                                          | 2    | 2    | 1    |      |      |      |      |      |
| Grup Independent del Senat (OSF)                      | 1    | 1    | 1    | 1    | 1    | 1    | 1    |      |
| Llista Pim Fortuyn (LPF)                              |      |      | 1    |      |      |      |      |      |
| Aliança General de l'Ancianitat (AOV)                 |      |      |      |      | 2    |      |      |      |
| Total                                                 | 75   | 75   | 75   | 75   | 75   | 75   | 75   | 75   |

* Federació Política Reformada (RPF) i Unió Política Reformada (GPV)